# Orden des litauischen Großfürsten Gediminas

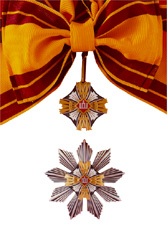
Großkreuz des Ordens

Der Orden des litauischen Großfürsten Gediminas (lit. Lietuvos didžiojo kunigaikščio Gedimino ordino Didysis kryžius, bis 2002 Didžiojo Lietuvos kunigaikščio Gedimino ordino Didysis kryžius) ist die vierthöchste staatliche Auszeichnung Litauens. Der Präsident der Republik Litauen nimmt die Verleihung jeweils am 16. Februar, dem Staatsfest Litauens, vor.
Von 1928 bis 1940 wurde der Orden 140 Mal verliehen, davon 107 Mal an Ausländer.

## Ordensklassen
Der Orden wird in fünf Klassen vergeben:
1. Großkreuz
2. Großkomtur (Großoffizier)
3. Komtur (Kommandeur)
4. Offizier
5. Ritter

Dem Orden ist die  Medaille des Gediminas-Ordens affilliert. Diese war nochmals in die Medaillen 1. Klasse, 2. Klasse und 3. Klasse unterteilt, diese werden aber heute nicht mehr vergeben.